# Lorrainville (muziek)
Lorrainville is een Nederlandse band die begin 2011 werd gevormd nadat producer Guido Aalbers op Facebook het online spel "Make your own album cover" speelde.
De naam van de band werd gevonden op Wikipedia, de naam van het album komt van quotationspage.com en een hoes werd gevonden op Flickr.
Een van deze zelfontworpen albumhoezen was Lorrainville, ontworpen door producer Guido Aalbers. Hij besloot er een echte band van te maken. Voor een niet bestaande band en het niet bestaande album "You May Never Know What Happiness Is" meldden zich in een paar uur tijd bevriende muzikanten en andere creatievelingen aan om het album daadwerkelijk te maken. Er was geen commerciële insteek: de nadruk lag op creativiteit van de aangemelde muzikanten. De hoes diende als inspiratiebron voor de te maken muziek. "You May Never Know What Happiness Is" werd een melancholische singer/songwriter-plaat met invloeden van Americana met als referenties het rustigere werk van Ryan Adams, Elliott Smith en Ray LaMontagne.
Een van de muzikanten is Peter Slager, de bassist van BLØF. Ook Bertolf, Erik Neimeijer en Anneke van Giersbergen (The Gathering) hebben aan het album meegewerkt.
Het album werd op 25 november 2011 uitgebracht. Lorrainville was winnaar van de speciale juryprijs bij Edison Pop 2013.

## Discografie

### Albums
| Album met eventuele hitnotering(en) in de Nederlandse Album Top 100 | Datum van verschijnen | Datum van binnenkomst | Hoogste positie | Aantal weken | Opmerkingen |
| ------------------------------------------------------------------- | --------------------- | --------------------- | --------------- | ------------ | ----------- |
| You may never know what happiness is                                | 25-11-2011            | 10-12-2011            | 72              | 2            |             |
| Some december night                                                 | 2012                  |                       |                 |              |             |
| Desire the reckless                                                 | 2014                  |                       |                 |              |             |